# María Méndez
María Méndez Fernández, född den 10 april 2001 i Oviedo, är en spansk fotbollsspelare.

## Karriär
María Méndez inledde sin seniorkarriär i Real Oviedo innan hon kontrakterades av Deportivo La Coruña och senare av Levante. 2024 värvades hon av Real Madrid. Hon har även representerat den spanska damlandslaget där hon debuterade år 2022.